# 坂上氏
坂上氏（さかのうえうじ）は、「坂上」を氏の名とする氏族。略称は「坂氏（ばんし）」。姓はもと直、のちに連、忌寸、大忌寸、大宿禰。渡来系氏族である東漢氏の阿知使主を始祖とし、坂上直志拏を氏祖として坂上直姓を称した。

## 概要
代表的な人物に征夷大将軍の坂上田村麻呂がおり、田村麻呂の後には史書に見える中で陸奥守や陸奥介、鎮守府将軍や鎮守府副将軍など、陸奥国の高官が多く輩出されている。『日本三代実録』坂上瀧守の卒伝に「坂氏之先、世伝将種、瀧守幹略、不墜家風」とあり、坂上氏が歩射や騎射など武芸（弓馬）を家風とし、世に将種を伝えたことが明記されている。小野氏と並んで子孫は代々、武門を家業として朝廷に仕える。
また清水寺別当、右兵衛督、大和守、明法博士、左衛門大尉、検非違使大尉等を世襲した。

## 出自
『続日本紀』には坂上苅田麻呂が宝亀3年（772年）と延暦4年（785年）の2度にわたり、光仁天皇や桓武天皇に奉った上表文が伝わり、祖先の阿知使主（阿智王）が応神天皇の時代に17県の人夫を率いて百済から日本へと帰従し、大和国高市郡檜前村（現在の奈良県高市郡明日香村）を賜って居住したとしている。『日本書紀』では東漢直の祖阿知使主とその子都加使主が17県の党類を率いて来帰とあり、『古事記』にも倭漢直の祖、阿知直とあることから記紀が成立した8世紀初期には東漢氏の始祖が阿知使主であると認識されていた。しかし記紀では苅田麻呂の上表文にある後漢霊帝の後裔であることや、阿知使主が百済から日本へと帰従した事については触れられていない。『古事記』では阿知吉師（あちきし）と書いて阿直岐と同一人になっている。漢氏は百済人系を含んだかもしれないが、加耶の一国安羅を故地とする集団で、渡来後は多数の技能,技術を持つ人々と漢部という部を配下に置いて、大和の飛鳥を中心に広く分布した。書、坂上、民などがその主な氏だが、8世紀になると倭漢という総称は使われず、居住地にちなんで檜前(檜隈)忌寸と呼ばれるようになり、出自も後漢の霊帝の子孫と称した。阿知使主は倭漢氏の発展につれて作られた渡来伝承,始祖伝承上の人物であり、子の都加も6世紀の東漢直掬の名を投影して作った名である関晃「倭漢氏の研究」(『史学雑誌』62巻9号)。『坂上氏系図』によれば坂上直姓の氏祖は阿知使主の孫で東漢氏の坂上直志拏である。

### 東漢氏からの独立
5世紀末までに阿智使主の孫の代で分かれ、6世紀以降も分裂を繰り返して居住地の地名を氏名にしたり、職掌を氏名にして存在を主張していくようになる。『日本書紀』には「東漢坂上直子麻呂」や「倭漢坂上直」の名がみえ、坂上氏も6～7世紀には東漢氏から分かれてはいたものの「東漢（倭漢）」を冠していることから、東漢氏の支配下から独立していたとまではみられていない。壬申の乱では大海人皇子方として坂上国麻呂、熊毛、老などの名がみられ、乱で活躍したことから天武天皇11年（682年）に東漢氏が連姓を賜ったことから坂上氏も坂上直から坂上連とし、同14年（685年）には東漢氏が忌寸姓を賜ったことから坂上忌寸としている。

## 歴史

### 飛鳥時代
坂上氏の本拠地は大和国添上郡坂上である。
坂上志拏の子の一人である坂上駒子の子が坂上弓束で、坂上首名、老、大国。老、国麻呂が壬申の乱で大海人皇子（天武天皇）方として活躍した。

### 奈良時代
奈良時代初期に右衛士大尉へと昇った坂上大国は武官にあり、坂上氏で武人としての活動が確認できる最初の人物である。大国の子である坂上犬養は武人の資質を認められて聖武天皇の寵愛が篤く、父である大国を超える左衛士督に昇った。犬養の子坂上苅田麻呂は藤原仲麻呂の乱で仲麻呂の子訓儒麻呂を牡鹿嶋足と共に射殺し、この功により苅田麻呂は即日正六位上から従四位下と5階級昇叙の上、大忌寸の姓を賜与され坂上大忌寸となる。また、宇佐八幡宮神託事件に際して道鏡の姦計を告げ、その排斥の功績により、正四位下・陸奥鎮守将軍に叙任されている。氷上川継の乱では連座して解官されるが、すぐに再び右衛士督に復職している。延暦4年（785年）2月に従三位に叙せられ公卿に列し、同年6月に一族は後漢の霊帝の子孫であるにもかかわらず卑姓を帯びていることを理由に改姓を上表し許され、一族の11姓16名が忌寸姓から宿禰姓へ改姓する（嫡流の坂上氏は坂上大宿禰）。苅田麻呂は参議にこそ昇れなかったが、武人を輩出する氏族としての坂上氏の地位を確立した。。

### 平安時代以降
田村麻呂以降の坂上氏の動向であるが、田村麻呂には坂上大野、坂上広野、坂上浄野、坂上正野、そして桓武天皇の后だった坂上春子らの多数の子がいたと伝わっているが、坂上氏宗家の家督を継いだのは摂津国住吉郡平野庄（のち平野郷、現在の大阪市平野区）の領主となった坂上大野だった。しかし大野は早世し、弟の坂上広野が平野庄と坂上氏の家督を継ぐ。その後広野も早死にしたため、その弟の坂上浄野が跡を継いだ。浄野の次の坂上当道は、田村麻呂以来の東北経営と父あるいは伯父の広野（当道は浄野の子とも広野の子ともされている）にはじまる平野庄の経営に携り、子の坂上好蔭は武人として東北で活躍するが、その子の坂上是則、孫の坂上望城は歌人として名をなし、その子孫は代々、京都の検非違使庁に出仕し明法博士や検非違使大尉を継承した。
広野の子（当道が広野の子なら当道の兄）の坂上峯雄は侍従として都にあったが、孫の坂上峯益も曾孫の坂上行松も東北経営と都での任に就いている。当道の後の平野庄の経営については、平野坂上氏の氏寺の『長寶寺記』によれば坂上行松が継いだとされる。
坂上行松（坂上行増）を祖とする平野坂上氏の宗家は代々、京都の公家との姻戚関係を維持し、明治時代に東京に移るまでは長寶寺の近くに構えた屋敷に住んでいた。この平野氏から末吉家をはじめとする平野七名家が分かれた、と各家は伝えている。宗家の平野庄の坂上氏を支え、代々「民部」を称し、堺と並ぶ中世の自治都市の平野を担った。平野七名家は江戸時代は幕府の代官となり5万石を支配地とする。東末吉家（末吉勘兵衛家）、西末吉家（末吉孫左衛門家）に分かれた末吉氏の子孫は、今日も平野の地に留まっている。

## 坂上氏の一覧
- 坂上志努 - 東漢掬の中腹（次男）。坂上氏祖。
- 坂上駒子 - 志努の子。
- 坂上子麿 - 駒子の子。
- 坂上糠手 - 駒子の子。
- 坂上弓束 - 駒子の子。
- 坂上小桙 - 駒子の子。三河坂上氏祖。
- 坂上熊毛 - 子麿の子。
- 坂上忍熊 - 子麿の子。
- 坂上宗大 - 熊毛の子。
- 坂上香留 - 糠手の子。
- 坂上麻豆伎 - 香留の子。
- 蚊屋足島 - 麻豆伎の子。
- 蚊屋木間 - 麻豆伎の子。
- 坂上首名 - 弓束の子？ 系図によってはいない。
- 坂上国麻呂 - 弓束の子？ 首名の子？
- 坂上老 - 弓束の子？ 首名の子？
- 坂上大国 - 老の子。
- 坂上犬養 - 大国の子。
- 坂上苅田麻呂 - 犬養の子。
- 坂上石津麻呂 - 苅田麻呂の子。
- 坂上広人 - 苅田麻呂の子。
- 坂上田村麻呂 - 苅田麻呂の子。
- 坂上正野 - 田村麻呂の子。
- 坂上滋野 - 田村麻呂の子。
- 坂上継雄 - 田村麻呂の子。
- 坂上広雄 - 田村麻呂の子。
- 坂上高雄 - 田村麻呂の子。
- 坂上高岡 - 田村麻呂の子。
- 坂上高道 - 田村麻呂の子。
- 坂上春子 - 田村麻呂の子。
- 藤原有方母 - 田村麻呂の子。
- 坂上鷹主 - 苅田麻呂の子。
- 坂上貞守 - 鷹主の子。美濃国徳山氏の祖と伝える。
- 坂上鷹養 - 苅田麻呂の子。
- 坂上氏勝 - 鷹養の子。
- 坂上瀧守 - 氏勝の子。
- 坂上全子 - 苅田麻呂の子。
- 坂上登子 - 苅田麻呂の子。

## 田村麻呂流
田村麻呂流のうち大野系、広野系、浄野系の三系統を坂上氏本家という。

### 大野系
坂上大野の子孫。
- 坂上大野 - 田村麻呂の子。
- 坂上氏高 - 大野の子。
- 坂上樹並 - 氏高の子。

### 広野系
坂上広野の子孫。
「平野殿」こと坂上広野の子孫の平野氏は、広野の3代後の清水寺別当坂上峯益の子の秋田城介権守坂上行松（平野行増）にはじまる。摂津国平野庄（大阪市平野区）一帯を開発したという名家。
平野氏の末裔の末吉氏は、平野隼人正利吉の弟の平野利方（末吉勘兵衛利方）に始まる。平野七名家の筆頭で、戦国時代の自治都市「平野」の執政を勤めた由緒ある家柄。南蛮貿易や朱印状貿易、伏見銀座の運営にかかわり、江戸時代は江戸幕府の代官職を務めるなどした。
『続群書類従』坂上系図によると、陸奥権少掾の坂上頼遠は藤原秀郷の孫藤原千清の養子になったという。
氏族は平野氏、末吉氏、土橋氏、辻花氏、成安氏、西村氏、三上氏、井上氏など。
- 坂上広野 - 田村麻呂の子。当道の父か。平野氏祖。
- 坂上峰雄 - 広野の子。
- 坂上峰益 - 峰雄の子。
- 坂上行松 - 峰益の子。
- 坂上高時 - 行松の子。
- 坂上公統 - 高時の子。
- 坂上有行 - 公統の子。
- 坂上有遠 - 有行の子。
- 坂上広遠 - 有行の子。
- 坂上頼遠 - 有行の子。
- 坂上清遠 - 有遠の子。
- 坂上清行 - 清遠の子。
- 坂上行衡 - 清行の子。
- 坂上行宗 - 行衡の子。
- 田村行文 - 行宗の子。
- 田村行則 - 行文の子。
- 田村光義 - 行則の子。
- 田村輝定 - 光義の子。

### 浄野系
坂上浄野の子孫。
摂津守に任じられた清和源氏の源満仲が多田盆地に入部、所領として開拓すると共に、多くの郎党を養い武士団を形成し、武士団の中心として坂上党の棟梁坂上頼次を摂津介に任じ、山本荘司に要請して西政所、南政所、東政所を統括して多田院の警衛にあたらせた。34代坂上頼泰が足利義輝に仕えたものの、同じ多田御家人の一人であった塩川国満に侵攻され山本坂上氏は衰微する。その後一時豊臣秀吉の親衛を務めるが、後に退隠して町人となり、山本膳太夫と号して山本で庄屋や酒造、銀鉱採掘、両替業などを営み、園芸をして余生を過ごした。
紀伊国の在地領主小島氏は坂上望城の末裔という。大坂の陣で豊臣方につき本家は滅亡したが、庶流が後に大庄屋と成った。
紀伊の山口氏は田村麻呂の5世の孫である坂上五郎の末裔の武士。紀伊山口西に坂上田村麻呂の墓である「将軍塚」や山口西は坂上村とも呼ばれて、紀伊坂上氏の本貫地であった（『和歌山県神社誌』）。山口喜内が大坂夏の陣にて活躍。
陸奥国田村郡を支配していた戦国大名の氏族田村氏は、陸奥国田村郡に起こり坂上浄野の曾孫の田村古哲にはじまるという。奥州屈指の大豪族で、伊達政宗の正室愛姫を出し、江戸時代も仙台藩伊達家の内分分家大名として続いた。
氏族は山本氏、町口氏、小島氏、山口氏、田村氏、田母神氏など。
- 坂上浄野 - 田村麻呂の子。
- 坂上当宗 - 浄野の子。
- 坂上良宗 - 当宗の子。
- 坂上当峰 - 浄野の子。
- 坂上当道 - 浄野の子、あるいは広野の子の清野の弟。
- 坂上恒蔭 - 当道の子。
- 坂上好蔭 - 当道の子。
- 坂上是則 - 好蔭の子。
- 坂上望城 - 是則の子。
- 坂上厚範 - 望城の子。明法家坂上氏祖。
- 坂上内野 - 浄野の子。
- 坂上顕麻呂 - 内野の子。
- 田村古哲 - 顕麻呂の子。田村氏祖。

#### 山本荘司家坂上氏
- 坂上頼次 - 恒蔭の子。初代山本荘司。山本坂上氏祖。
- 坂上季長 - 2代山本荘司。
- 坂上季猛 - 季長の子。3代山本荘司。
- 坂上頼継 - 4代山本荘司。
- 坂上頼泰 - 34代山本荘司。
- 坂上稲丸 - 酒造・山本屋弥右衛門家。俳人として編著に『呉服絹』。
- 坂上伊兵衛 - 酒造・大鹿屋伊兵衛家。俳諧師坂上蜂房としても活動。
- 坂上桐蔭 - 酒造・津国屋勘三郎家。稲寺屋から伊丹の銘酒「剣菱」受け継いだ。
- 坂上善五郎 - 浦辺氏や山本氏も称した。坂上桐蔭の養子となり津国屋善五郎を名乗る。実父は坂上伊兵衛。読本作家伊丹椿園としても活動。
- 山本爲三郎

#### 今出川家諸大夫山本家（町口家）
- 平尚親 - 頼次15世末裔。賜平姓[17]
- 平親資 - 尚親の子。
- 平資幹 - 親資の子。
- 平尚貞 - 資幹の子。
- 平尚利 - 尚貞の子。
- 山本家正 - 尚利の子。今出川家諸大夫山本家。
- 山本家久 - 家正の子。
- 山本家勝 - 家久の子。
- 坂上長勝 - 家久の子。復坂上姓[17]
- 山本家次 - 家勝の子。
- 山本勝宣 - 家次の子。
- 山本勝嘉 - 勝宣の子。
- 山本親臣 - 勝嘉の子。従三位。
- 山本順親 - 親臣の子。
- 山本親師 - 順親の子。
- 山本周親 - 親師の子。
- 山本親道 - 親師の子。
- 山本親寛 - 親道の養子。
- 町口宗兼 - 長勝の子。検非違使。
- 町口伊貞 - 宗兼の養子。実父は播州多田神官家山本坂上乗祐。
- 町口伊紀 - 伊貞の子。
- 町口是蔭 - 伊紀の養子。
- 町口是治 - 是蔭の子。
- 町口是彬 - 是彬の子。
- 町口是村 - 是彬の子。
- 町口是樹 - 是村の子。義弟に是彦。
- 町口是彦 - 是村の養子。
- 坂上是保 - 是彦の養子。坂上恒蔭の子孫。町口大判事、町口下総守。18世紀後半の人物。
- 坂上是久 - 是保の子。坂上町口五位、越中守。文化二年～＊。
- 町口是万 - 是久の子。

#### 明法家坂上氏
- 坂上範親 - 厚範の子。
- 坂上定成 - 範親の子。
- 坂上範政 - 定成の子。
- 坂上明兼 - 範政の子[注 6]。
- 勢多範光 - 範政の子。勢多氏祖
- 坂上兼成 - 明兼の子。
- 坂上明基 - 兼成の子。

### 正野系
田村麻呂の4男である正野から5世孫の坂上正任は、河内国から摂津国豊島郡池田に移住して領主となった。正任を祖とする池田坂上氏は、南北朝時代に同族の生地氏とともに南朝方にくみしたため没落した。
- 坂上正野 - 田村麻呂の子。
- 坂上実雄 - 正野の子。
- 坂上貞雄 - 正野の子。
- 坂上正任 - 正野5世孫。池田坂上氏祖。

### 広雄系
坂上広雄の子孫。
広雄の孫の坂上安主が相賀氏の祖となり、同じく孫の坂上仲澄が近江国に所領を与えられて土着して鎌倉幕府の御家人となり、坂上尹澄の時に生地氏を称している。高野山下山後の織田秀信の継室となったという伝承に登場する町野の父・生地新左衛門尉をこの系統と考える説もある。紀伊国加太庄地頭職杉原氏盛は坂上姓で、尹澄の孫の友澄が杉原氏を称した。
主な氏族は相賀氏、生地氏、杉原氏
- 坂上高直 - 広雄の子。
- 坂上安主 - 高直の子。相賀氏祖
- 坂上仲澄 - 高直の子。
- 坂上武澄 - 仲澄の子。
- 坂上直澄 - 武澄の子。
- 坂上孝澄 - 武澄の子。
- 坂上朝澄 - 孝澄の子。
- 坂上基澄 - 朝澄の子。
- 坂上長澄 - 基澄の子。
- 坂上尹澄 - 長澄の子。生地氏祖

## 系統不詳の坂上氏
- 坂上今継 - 平安時代初期の大外記・紀伝博士。「日本後紀」編纂者の1人。
- 坂上経行 - 在京官人。左大史。「日本紀略」に群盗に襲われた記述がある。
- 坂上遂高 - 平将門の乱の際の将門側の武将。
- 坂上貞時 - 10世紀末の検非違使。
- 坂上時通 - 11世紀初め頃の検非違使。坂上貞時の子。「行親記」に左衛門府生・検非違使として記載がある。
- 坂上晴澄 - 10世紀後半の紀伊国伊都郡の武士。平維時の郎党であった。「今昔物語」に登場する。坂上鷹養の子孫という。
- 坂上最延 - 旧熊野山成島寺[注 7]の十一面観音像の胎内銘に名前が残る[19]。
- 坂上季隆 - 『関山中尊寺金銀泥行交一切経蔵別当職事』に奥州藤原氏の一員として名前が残る[19]。
- 坂上清澄 - 鎌倉時代後期の人。紀伊国の御家人。

## 系譜
- 坂上氏の系譜

劉仁━劉太公(太上皇)(別名:劉煓)━劉邦(高祖)━劉恒(文帝)━劉啓(景帝)━劉発(長沙王)━劉買(春陵節侯)━劉外(鬱林太守)━劉回(鉅鹿都尉)━劉欽(南頓県令)━劉秀(光武帝)━劉荘(明帝)━劉炟(章帝 (漢))━劉開(河間孝王､穆皇)━劉淑(元皇)━劉萇(仁皇)━劉宏(霊帝)━延王━石秋王━阿知使主（阿知王）━都加使主（高貴王）━坂上志拏直━駒子(東漢駒)━弓束(※弓束以降の系譜は下記に記載⬇)
```
(
弓束
)━
首名
━
老
━
大国
━
犬養
━
苅田麻呂
━
田村麻呂

田村麻呂
┳長男
大野
━氏高━
樹並

　　　　┣次男
広野
┳
峯雄
━
峯益
━
行松
━
高時

　　　　┃　　　　┗
当道
━広道━
國当
━
恒蔭
━
範親
━定成━
範明
━
明兼

　　　　┗三男
浄野
━
当道
━
好蔭
━
是則
━
望城
━
厚範
━
範親
━
定成
━
範政
━
明兼
```

## 末裔とされる氏族
- 徳山氏 - 美濃国の在地領主。田村麻呂の弟の坂上貞守の子孫の豪族であったが、直系が絶えると土岐氏から養子を迎えた。
- 黒木氏 - 東漢氏の末裔[20]。
- 谷氏 - 近江の谷氏 東漢氏の後裔。

## その他
- 丹波康頼 - 丹波氏祖
- 坂ノ上おじゃる丸 - アニメのキャラクター。「坂上氏の末裔」という設定。